# 映画.com
映画.com（えいが・ドット・コム）は、GENDA傘下の映画.com株式会社（英: eiga.com,Inc.）によって運営されている映画に関する情報を提供するウェブサイト。1998年オープンと、映画情報サイトとしては老舗の部類に入る。

## 沿革
- 1998年8月 - eiga.comとして開設。
- 2000年8月 - 株式会社エイガ・ドット・コム設立[1]。
- 2004年7月 - Yahoo! Japan、mixiなどのサイトへのコンテンツ配信を開始[2]。
- 2007年2月 - カカクコムが株式会社エイガ・ドット・コムを買収することを発表。同年4月1日付で同社の株式の70%を取得して子会社化した[3]。
- 2008年12月 - サイトリニューアル[2]。
- 2010年7月 - サイト名変更に伴い、一部リニューアル。
- 2014年4月26日 - 「アミューあつぎ」内にミニシアター「アミューあつぎ 映画.comシネマ」オープン[4]。
- 2025年8月1日 - GENDAが株式会社エイガ・ドット・コムの全株式を取得し、完全子会社化するとともに、同日付で映画.com株式会社に商号変更した[5][6]。

## 不祥事
2024年12月16日に開催された映画『ライオン・キング:ムファサ』（2024年、アメリカ合衆国）の試写会の参加募集を行ったが、映画ドットコムが募集人数を上回る当選者数を当選させていたことが試写会当日の受付時に判明し、多くの当選者が試写会に参加できなかった事態が発生した。